# Fabian (Name)
Fabian ist ein männlicher Vorname und Familienname.

## Herkunft und Bedeutung
In der Wissenschaft besteht nach wie vor keine Einigkeit darüber, welche Bedeutung der Name Fabian wirklich hat. Als sicher gilt der Zusammenhang mit dem römischen Cognomen Fabianus, woraus der lateinischen Namen Fabius entstand. Woraus der sich ursprünglich ableitet, wird unterschiedlich gedeutet: Die einen sehen den Ursprung in der lateinische Vokabel faba, was „Bohne“ bedeutet. Daraus wird nicht selten abgeleitet, dass der Name ursprünglich „Bohnenzüchter“ oder „Bohnenpflücker“ bedeute. Andere wiederum sehen den Ursprung im Patriziergeschlecht der Fabier und in diesem Fall wäre die Bedeutung „der Edle“, „edel“ oder auch „hochmütig“. Eine andere Theorie leitet den Namen von einem Stadtnamen ab und gibt ihm die Bedeutung „aus der Stadt Fabiæ“.

## Verbreitung
Seit den 1970er Jahren wurde der Name Fabian in Deutschland immer häufiger vergeben. In den 1990er Jahren erreichte seine Beliebtheit ihren Höhepunkt. Im Jahr 2021 belegte der Name Rang 66 der beliebtesten Jungennamen.

## Varianten

### Männliche Varianten
- Deutsch: Fabius
- Englisch: Fabius
- Französisch: Fabien
- Italienisch: Fabiano, Fabio
  - Latein: Fabianus, Fabius
- Kroatisch: Fabijan
- Portugiesisch: Fabiano, Fábio
- Slowenisch: Fabijan
- Spanisch: Fabián, Fabio
- Ungarisch: Fábián, Fabó

### Weibliche Varianten
- Französisch: Fabienne
- Italienisch: Fabiana, Fabia
  - Diminutiv: Fabiola
- Portugiesisch: Fábia, Fabiana, Fabíola
- Spanisch: Fabiola, Fabiana

### Nachnamen
- Deutsch: Fabel
- Französisch: Fabien
- Italienisch: Fabiani
- Ungarisch: Fábián

## Schutzpatron
Der heilige Fabian ist Schutzpatron der Stadt Selm in Westfalen – zusammen mit dem heiligen Sebastian.

## Namenstag
Der Namenstag von Fabian wird nach Papst Fabian am 20. Januar gefeiert.

## Namensträger

### Vorname
- Heiliger Fabian († 250), Papst
- Fabian (1565–ca. 1621), japanischer ehemaliger Jesuit und späterer Gegner des Christentums
- Fabian (* 1943), US-amerikanischer Popmusiker

- Fabian Brandes, deutscher Pokerspieler
- Fabian Cancellara (* 1981), Schweizer Radrennfahrer
- Fabian I. von Dohna (1550–1621), deutscher Feldherr, Diplomat und Staatsmann
- Fabian Giefer (* 1990), deutscher Fußballtorhüter
- Fabjan Hafner (1966–2016), slowenisch-österreichischer Schriftsteller, Literaturwissenschaftler und Übersetzer
- Fabian Halbig (* 1992), deutscher Filmschauspieler und Musiker
- Fabian Hambüchen (* 1987), deutscher Kunstturner
- Fabian Hinrichs (* 1974), deutscher Schauspieler
- Fabian Kahl (* 1991), deutscher Antiquitätenhändler
- Fabian Körner (* 1968), deutscher Synchron- und Hörspielsprecher, Moderator, Schauspieler
- Fabian Köster (* 1995), deutscher Comedy-Autor und Komiker
- Fabian Quoss (* 1982), deutscher Pokerspieler
- Fabian Reese (* 1997), deutscher Fußballspieler
- Fabian Rießle  (* 1990), deutscher Nordischer Kombinierer
- Fabián Ruiz Peña (* 1996), spanischer Fußballspieler, siehe Fabián (Fußballspieler)
- Fabian Schulze (1984–2024), deutscher Stabhochspringer
- Fabian Unteregger (* 1977), Schweizer Komiker
- Fabian Wiede (* 1994), deutscher Handballspieler
- Fabian Willmann (* 1992), deutscher Jazzmusiker

### Familienname
- Alessandro Fabian (* 1988), italienischer Triathlet
- Alfred Fabian (1910–1989), deutsch-australischer Rabbiner
- Andrew Fabian (* 1948), britischer Astronom und Astrophysiker
- Anne-Marie Fabian (Friederike Berend, geb. Anne-Marie Lorenz; 1920–1993), deutsche Journalistin und Schriftstellerin
- Anthony Fabian, britischer Filmregisseur, Filmproduzent und Drehbuchautor
- Bernhard Fabian (* 1930), deutscher Literatur- und Buchwissenschaftler
- Bienvenido Fabián (1920–2000), dominikanischer Komponist, Pianist und Sänger
- Charles Fabian (* 1968), brasilianischer Fußballspieler
- Claudia Fabian (* 1958), deutsche Bibliothekarin
- Claus Fabian (* 1956), deutscher Musikproduzent, Schlagzeuger und Sänger
- Denny Fabian, deutscher Sänger, Komponist, Musikproduzent und Filmproduzent
- Dezső Fábián (1918–1973), ungarischer Wasserballspieler
- Dora Fabian (1901–1935), deutsche Schriftstellerin und Journalistin
- Egon Fabian (1946–2019), deutscher Psychoanalytiker und Psychotherapeut
- Ekkehart Fabian (1926–2007), deutsch-schweizerischer Kirchenhistoriker
- Ernst Fabian (Ernst Emil Fabian; 1844–1920?), deutscher Lehrer, Heimatforscher und Museumsgründer
- Erwin Fabian (1915–2020), deutsch-australischer Bildhauer
- Ewald Fabian (1885–1944), deutscher Zahnarzt und Vereinsfunktionär
- Florian Fischer-Fabian (* 1957), deutscher Fernsehmoderator
- Florin Fabian (* 1974), rumänischer Fußballspieler und -trainer
- Françoise Fabian (* 1933), französische Schauspielerin
- František Fabian (1867–1911), böhmisch-österreichischer Archivar
- Franz Fabian (Schriftsteller) (1922–2010), deutscher Schriftsteller
- Franz Fabian (Politiker) (1926–1986), deutscher Politiker, MdL Hessen
- Fritz Fabian (Jurist) (1874–1942), deutscher Jurist
- Fritz Fabian (Architekt) (1877–1967), deutscher Architekt
- Gottfried Fabian (1905–1984), deutsch-österreichischer Maler und Grafiker
- Heinrich Fabian (1889–1970), deutscher Zahnarzt und Hochschullehrer
- Heinz Fabian (Fußballspieler) (* 1919), deutscher Fußballspieler
- Heinz Fabian (Schauspieler) (1925–2014), deutscher Schauspieler und Hörspielsprecher
- Heinz-Otto Fabian (1918–1990), deutscher Brigadegeneral
- Imre Fábián (1930–2002), ungarischer Musikwissenschaftler und Musikkritiker
- Ira Fabian (* 1964), antiguanischer Radrennfahrer
- Jo Fabian (* 1960), deutscher Regisseur, Bühnenbildner, Videokünstler und Autor
- Johannes Fabian (* 1937), deutscher Anthropologe
- John M. Fabian (* 1939), US-amerikanischer Astronaut
- Josef Fabian (auch Iosif Fabian und José Fabian; 1923–2008), rumänischer Fußballspieler und -trainer
- Josef Fabián (1916–1976), tschechoslowakischer Zoogründer
- József Fábián (1899–1986), ungarischer Fußballtrainer
- Jürgen Fabian (1936–2023), deutscher Chemiker
- Karl Leopold Fabian (1782–1855), deutscher Bergbeamter
- Konrad Fabian (1878–1945), österreichischer Lehrer
- Lara Fabian (* 1970), belgisch-kanadische Sängerin und Songschreiberin
- László Fábián (Kanute) (1936–2018), ungarischer Kanute
- László Fábián (Autor) (* 1940), ungarischer Autor und Übersetzer
- László Fábián (Moderner Fünfkämpfer) (* 1963), ungarischer Moderner Fünfkämpfer
- Ludwig Fabian (1900–1942), österreichischer Bergmann und Widerstandskämpfer
- Marco Fabián (* 1989), mexikanischer Fußballspieler
- Marco Antonio Fabián Vázquez (* 1964), mexikanischer Fußballspieler
- Márta Fábián (* 1946), ungarische Cimbalomspielerin
- Martin Fabian (* 1978), österreichischer Komponist und Dirigent
- Max Fabian (1873–1926), deutscher Maler und Grafiker
- Melina Fabian (* 1997), deutsche Schauspielerin
- Miri Fabian (* 1943), israelische Schauspielerin
- Néstor Fabián (* 1938), argentinischer Sänger und Schauspieler
- Olga Fabian (1885–1983), österreichische Schauspielerin
- Oskar Fabian (1846–1899), polnischer Mathematiker und Physiker
- Otto Fabian (1856–1938), deutscher Bergbeamter und Industriemanager
- Patrick Fabian (Laiendarsteller) (* 1987), deutscher Laiendarstellerund Sänger
- Patrick Fabian (Schauspieler) (* 1964), US-amerikanischer Schauspieler
- Patrick Fabian (Fußballspieler) (* 1987), deutscher Fußballspieler
- Peter Fabian (1937–2014), deutscher Physiker und Chemiker
- Rainer Fabian (1935–2004), deutscher Journalist und Autor
- Roderich Fabian (* 1957), deutscher Musikjournalist
- Rudolf Fabian (1912–1943), deutscher Geologe
- S. Fischer-Fabian (1922–2011), deutscher Journalist und Schriftsteller
- Simon Fabian (* 2003), deutscher Schauspieler
- Thomas Fabian (* 1955), deutscher Psychologe
- Tomáš Fabián (* 1989), tschechischer Fußballspieler
- Walter Fabian (1902–1992), deutscher Journalist, Politiker (SPD, SAPD) und Widerstandskämpfer
- Wilhelm Fabian (1857–1928), deutscher Dramaturg
- Wolfgang Fabian (Parteifunktionär), deutscher Parteifunktionär (SED)
- Wolfgang Fabian (Designer) (* 1943), deutscher Industriedesigner
- Wolfgang Fabian (Fußballspieler) (* 1948), deutscher Fußballspieler
- Zsolt Fábián (* 1968), ungarischer Badmintonspieler

### Fiktive Figuren
- Jakob Fabian, der Protagonist eines Romans von Erich Kästner, siehe Fabian (Roman)